# アレクサンドル・ヴォルコフ (政治家)

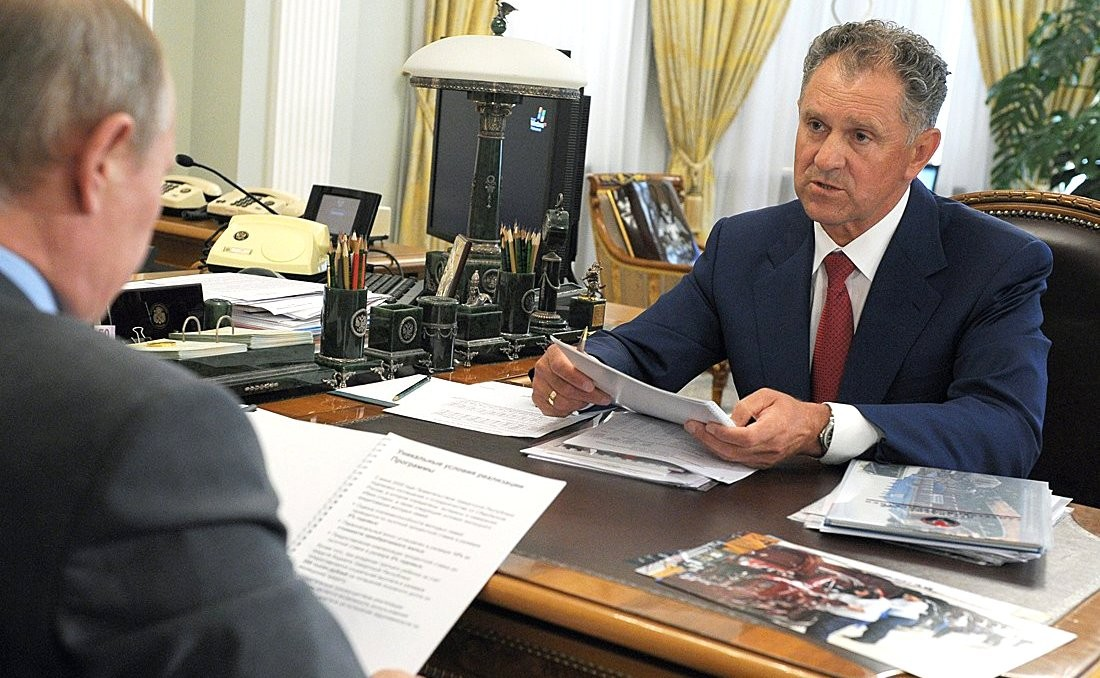
アレクサンドル・ヴォルコフ

アレクサンドル・アレクサンドロヴィチ・ヴォルコフ（ロシア語・ウドムルト語: Александр Александрович Волков、Aleksandr Aleksandrovich Volkov、1951年6月14日 - 2017年5月20日）は、ロシアの政治家。工業専門学校を卒業後、技師となり、主任技師、チーフエンジニア、建設企業体の企業長や支配人を勤める。ウドムルト共和国議会議長を経て、初代ウドムルト共和国大統領を2000年から2014年まで務めた。2017年5月20日に療養先のドイツで死去。